# Phil Eatherton
Phillip Daniel Eatherton (ur. 2 stycznia 1974 w Kirkwood) – amerykański siatkarz, grający na pozycji środkowego.  W latach 2005–2008 reprezentował barwy Wkręt-metu Domexu AZS Częstochowa.
29 kwietnia 2007 roku poślubił Polkę Katarzynę Ligwińską.

## Sukcesy klubowe
Puchar Hiszpanii:
- 1999, 2000, 2005

Mistrzostwo Hiszpanii:
- 2000, 2001
- 2004
- 1999, 2005

Puchar Austrii:
- 2002

Mistrzostwo Austrii:
- 2002

Superpuchar Hiszpanii:
- 2004

Puchar Polski:
- 2008

Mistrzostwo Polski:
- 2008

Puchar Słowenii:
- 2009

MEVZA:
- 2009

Mistrzostwo Słowenii:
- 2009

## Sukcesy reprezentacyjne
Mistrzostwa Ameryki Północnej, Środkowej i Karaibów:
- 2005

Puchar Wielkich Mistrzów:
- 2005

Puchar Panamerykański:
- 2006

Liga Światowa:
- 2008
- 2007